# Синтра
Синтра (порт. Sintra) је значајан град у Португалији, смештен у њеном западном делу. Град је насеље у саставу округа Лисабон, где се чини једну од општина.
Средишњи део Синтре са низом старих здања, летњиковаца, паркова и вртова чини светску баштину под заштитом УНЕСКО-а под називом "Културни предео Синтре".

## Географија
Град Синтра се налази у западном делу Португалије. Од главног града Лисабона град је удаљен 30 километара северозападно, а од Портоа град 340 јужно. 
Рељеф: Синтра у подбрђу западно од Лисабона. Око града се пружа заталасано подручје просечне надморске висине 200-240 m, које је плодно и веома густо насељено.
Клима: Клима у Синтри је средоземна.
Воде: Синтра лежи у побрђу где постоје само мањи водотоци. Атлантски океан се налази 10 километара западно и јужно.

## Историја
Подручје Синтре насељено још у време праисторије. Савремено насеље основали су Маври у 8. веку, када су на датом месту подигли тврђаву. Трђаву 1147. преузимају хришћани.
Од 16. века подручје Синтре постаје стециште за одмор португалске краљевске породице, племства и, касније, буржоазије. У датим вековима граде се бројне палате, здања, паркови и вртови, који су донели Синтри данашњу препознатиљвост. Синтра је и данас симбол за одмор богатих грађана Лисабона.
Град је добио градска права 1844. године.

## Становништво
По последњих проценама из 2008. г. општина Синтра има око 377 хиљада становника, од чега око 33 хиљаде живи на градском подручју. Општина је веома густо насељена, пошто многа насеља чине приградску зону Лисабона.

## Партнерски градови
- Мазаган
- Бисао
- Лобито
- Хавана
- Петрополис
- Округ Хонолулу

## Галерија
- Средишњи трг Синтре
- Краљевска палата Келуз у Синтри
- Пешачка улица у старој Синтри
- Утврђење у Синтри
- Велепосед Монсерат
- Куће богаташа
- Маварска чесма